# Hauffs Märchenmuseum
Das 1997 gegründete Hauffs Märchenmuseum ist ein Literatur- und Heimatmuseum in Baiersbronn im Landkreis Freudenstadt in Baden-Württemberg. Mittelpunkt der Ausstellung ist das Märchen Das kalte Herz von Wilhelm Hauff (1802–1827). Neben der literarischen Würdigung wurde die Geschichte des „Großen Holzschlags“ im Schwarzwald während der zweiten Hälfte des 18. Jahrhunderts für das Publikum aufgearbeitet.

## Geschichte
Das Museum ist in einem historischen Gebäude des Baiersbronner Oberdorfes untergebracht. Hauff hatte wohl verwandtschaftliche Beziehungen zu Baiersbronn, die er in Das kalte Herz einfließen ließ. So wird vermutet, dass der reiche Waldbesitzer Johann Georg Klumpp aus Schwarzenberg der Figur des Holländermichel als Vorlage diente. Im selben Haus sind außerdem das Standesamt und andere Gemeindeämter untergebracht.
Das Museum wurde von Anfang an mit Leihgaben der Arbeitsstelle für literarische Museen, Archive und Gedenkstätten in Baden-Württemberg (alim), die dem Deutschen Literaturarchiv Marbach (DLA) angeschlossen ist, unterstützt und weiter gefördert.

## Museum
Zunächst wird der Besucher in Wilhelm Hauffs Lebensdaten eingeführt.
Ausgehend von dem Märchen Das kalte Herz wird im Baiersbronner Museum die Geschichte von Köhlern, Flößern, Glasmachern und Holzhändlern veranschaulicht. Der magische Satz aus Das kalte Herz, mit dem Unterstützung für ein Leben im Reichtum herbeigerufen werden kann, ist:

„Schatzhauser im grünen Tannenwald,
Bist schon viel hundert Jahre alt,
Dir gehört all Land, wo Tannen stehn,
Läßt dich nur Sonntagskindern sehn.“

Dann bietet das Museum eine Zusammenstellung von Hauffs Märchen mit entsprechenden Buchbeispielen. In der Ausstellung und den Führungen soll zudem darauf aufmerksam gemacht werden, dass Hauffs romantische und poetische Ader einhergeht mit einem wachen, kritischen Geist, der neben der Unterhaltung auch Geschichtsverständnis und Zeitkritik vermitteln will. Neben Ausstellungsvitrinen mit Erstausgaben und Exponaten aus Hauffs Leben steht für Erwachsene eine Hör- und Videostation bereit. Kinder können in Märchenbüchern lesen und die Spiel- und Bastelecke nutzen.
Nicht nur literarische und damit in Zusammenhang stehende Exponate sind zu sehen. Im Obergeschoss des Gebäudes werden das Glasmacherhandwerk und der Holzhandel während der Industrialisierung von Baiersbronn thematisiert.
Einmal im Monat treten die Märchenerzählerinnen Ariana Fackel und Sybille Schneider-Müller in Aktion. Mehrmals jährlich unterhält Anna Lena Link das Publikum mit Märchenwendepuppen.